# مايك فان دوينين
مايك فان دوينين (بالهولندية: Mike van Duinen)‏ (6 نوفمبر 1991 بلاهاي في هولندا - ) هو لاعب كرة قدم هولندي في مركز الهجوم. لعب مع أدو دين هاغ ورودا ياي سي وفورتونا دوسلدورف ونادي إكسلسيور.

## وصلات خارجية
- مايك فان دوينين على موقع قاعدة بيانات كرة القدم.إي يو (الإنجليزية)
- مايك فان دوينين على موقع Soccerway.com (الإنجليزية)
- مايك فان دوينين على موقع عالم كرة القدم.نت (الإنجليزية)